# パルマ・ドーロ国際ピアノコンクール・アロイーズ・ヴェッキアート賞
パルマ・ドーロ国際ピアノコンクール・アロイーズ・ヴェッキアート賞 (Concorso Pianistico Internazionale Palma d'Oro - Premio Aloise Vecchiato)はイタリアのフィナーレ・リグレで行われている国際ピアノコンクール。老舗である。

## 概要
1974年から開始され、2015年にAAFへ加盟。イタリアには少人数国際ピアノコンクールを超える「極少人数」国際ピアノコンクールなるものが存在している。出場者の数は1桁であることも珍しくないが、審査のユニークさとヴェテラン出場者を惹き付けていることで知られるのがこの国際コンクールである。予選の審査は第1次と第2次に分かれ、それぞれ30分ずつすべての出場者に演奏させ、本選出場者を決める。このため、5人の予選通過者がそのまま本選進出になった2012年のケースもあった。
本選は60分だが、上位入賞者はガラ・コンサートの出演が義務付けられており、そこでは15分の独奏と弦楽合奏による伴奏の下で協奏曲を1曲求められる。このため、独奏に要される総演奏時間は135分に及び、これはヴィオッティ国際音楽コンクールのピアノ部門の予選全体と同じ演奏時間になる。
近年大量の演奏時間を誇るピアノコンクールを敬遠する出場者もいるため、このコンクールでも依然として棄権が目立つ。ここ数年は6位まで表彰している。全日程をYoutubeで配信している。